# 优美笋螺
优美笋螺（学名：Terebra pertusa），是新腹足目笋螺科笋螺属的一种。主要分布于印度尼西亚、台湾，常栖息在浅海砂底或稍深（160米）的海底。